# Pierre-Marie-Joseph Darcimoles
Pierre-Marie-Joseph Darcimoles (* 8. Dezember 1802 in Rueyres; † 11. Januar 1857 in Aix-en-Provence) war ein französischer römisch-katholischer Geistlicher und Erzbischof.

## Leben
Pierre-Marie-Joseph Darcimoles entstammte einer großbürgerlichen Familie des Quercy. Er besuchte Schulen in Cahors und Paris, studierte Theologie am Priesterseminar St. Sulpice und wurde 1826 zum Priester geweiht. Bischof Jean-Joseph-Marie-Victoire de Cosnac von Meaux wählte ihn zum Privatsekretär und nach dem Wechsel auf den Erzbischofsitz in Sens zum Generalvikar. Von 1840 bis 1846 war er Bischof von Le Puy und von 1846 bis zu seinem Tod 1857 (im Alter von 54 Jahren) Erzbischof von Aix-en-Provence. In Aix empfing er 1852 Kaiser Napoleon III.
Er war seit 1852 Offizier der Ehrenlegion.